# Syds Tjaerda
Syds Skeltes Tjaerda (Rinsumageest, 1493 - aldaar, 13 december 1546) was een edelman.
Na Jancko Douwama was Syds Tjaerda 25 jaar de leider van de plattelands-Friezen, die tegen Karel V streden voor haar oude rechten. Hij was grietman van Dantumadeel en lid van Gedeputeerde Staten van Friesland.
Hij vertegenwoordigde een goede Friese edelman uit die tijd (karakteradel), vroom, eerbied voor geleerdheid, eenvoud). Tjaerda keerde zich tegen de centralisatiedrang van Karel V en eiste als vanouds: de Staten mogen samenkomen als zij dit willen; de Friezen mogen haar eigen geestelijken kiezen. Tjaerda woonde op de Tjaarda State te Rinsumageest.